# Emma (2009)
Emma är en miniserie från 2009 producerad av BBC, baserad på Jane Austens roman Emma, som publicerades 1815. Avsnitten skrevs av Sandy Welch och regisserades av Jim O'Hanlon. I serien spelar Romola Garai huvudkaraktären Emma Woodhouse, Jonny Lee Miller som hennes lojala vän Mr. George Knightley och Michael Gambon som Emmas far, Mr. Woodhouse. Serien visades ursprungligen veckovis på söndagskvällar på BBC One från 4 till 25 oktober 2009. Den visades på SVT2 mellan 16 juli och 6 augusti 2011.

## Handling
För en summering av handlingen, se artikeln om romanen Emma.
Austens klassiska komiska roman handlar om den "vackra, smarta och rika" Emma Woodhouse. Emma dominerar den lilla provinsiella världen i byn Highbury, och tror att hon är väldigt duktig på att mäkla äktenskap, och försöker åtskilliga gånger para ihop vänner och bekanta. Inget får henne så nöjd som att blanda sig i andras kärleksliv. Men när hon tar Harriet Smith under sina vingar kan hennes planer bara sluta i katastrof. Serien slutar, efter en period av kris, omogenhet och bitter ånger, lyckligt.

## Rollista i urval
- Romola Garai - Emma Woodhouse
- Jonny Lee Miller - Mr. George Knightley
- Michael Gambon - Mr. Woodhouse
- Louise Dylan - Harriet Smith
- Jodhi May - Anne Taylor/Weston
- Robert Bathurst - Mr. Weston
- Rupert Evans - Frank Churchill
- Laura Pyper - Jane Fairfax
- Tamsin Greig - Miss Bates
- Valerie Lilley - Mrs. Bates
- Blake Ritson - Mr. Elton
- Christina Cole - Augusta Elton
- Dan Fredenburgh - John Knightley
- Poppy Miller - Isabella Knightley
- Jefferson Hall - Robert Martin
- Veronica Roberts - Mrs Goddard
- Liza Sadovy - Mrs Cole
- Eileen O'Higgins - Miss Martin 1
- Sarah Ovens - Miss Martin 2
- Susie Trayling - Mrs Churchill
- Frank Doody - Mr Dixon
- Amy Loughton - Miss Campbell/Mrs Dixon

## Musik
Det ursprungliga soundtracket, med musik av Samuel Sim, släpptes 8 december 2009 och innehåller flera teman i serierna, såsom musik från dansscenerna under festen på Crown Inn. Albumets låtlista följer nedan:
1. "Emma Main Titles"
2. "Emma Woodhouse Was Borne"
3. "Expansion Project"
4. "Rescued from the Gypsies"
5. "A Ball"
6. "Knightley's Walk"
7. "Dolls"
8. "The World Has Left Us Behind"
9. "Arrival of Little Knightley"
10. "Donwell Dancing Again"
11. "Superior Men"
12. "Matchmaker"
13. "Walk of Shame"
14. "Playing Harriet"
15. Without Suspicion"
16. "Frank Is Free"
17. "Mr. Elton"
18. "Blind Endeavours"
19. "The Last Dance"
20. "Lost and Found"
21. "Only People We Like"
22. "The Ship's Cook"
23. "Cliff Tops"
24. "Secrets"
25. "It's Snowing and Heavily"